# École communale Cobaux
L'école communale Cobaux est une école communale maternelle et primaire située boulevard Paul Janson à Charleroi en Belgique. Le complexe scolaire est réalisé par l'architecte Albert Guyaux. Dans l'îlot urbain défini par le complexe scolaire, est intégrée la bibliothèque communale Arthur Rimbaud.

## Histoire

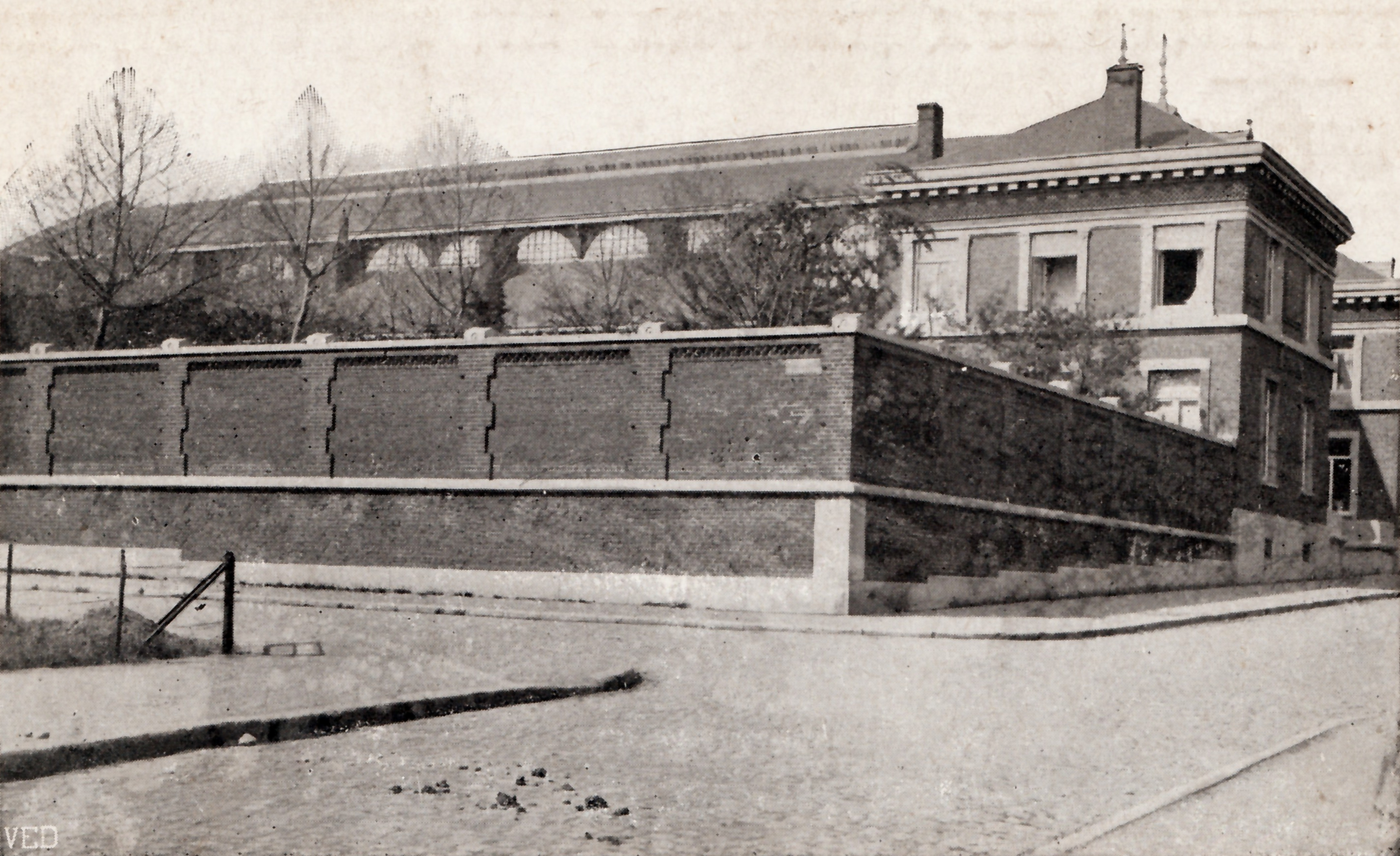
Le bâtiment construit en 1886. Carte postale du début du XXe siècle.

L'école porte le nom de son ancien directeur emblématique, Eugène Cobaux qui dès 1864 s'est appliqué à développer un enseignement communal primaire de qualité à Charleroi,. Un buste à son effigie (offert par ses anciens élèves) a été placé dans le hall de l'école pour honorer sa mémoire. 
Le bâtiment original de l'école a été construit en 1886 à l'initiative de Jules Audent, alors échevin de l'Instruction publique, et était situé à l'intersection du boulevard Janson et du boulevard de Fontaine. Au début de la Première Guerre mondiale l'école servira d'ambulance,.
En raison de son instabilité structurelle due aux mouvements miniers, le bâtiment a été démoli. L'ancien complexe scolaire a été remplacé par une structure plus moderne formant l'îlot entre le boulevard Janson, le boulevard de Fontaine, la rue de la Science et la rue du Laboratoire. Le complexe scolaire est construit en différentes phases par l'architecte Albert Guyaux. Le premier bâtiment a été construit par l'architecte Georges Simon en 1961 et achevé en 1974. Une intervention ultérieure a été réalisée pour former l'entrée du site actuel. Avant 1980, une aile était réservée aux garçons et une aile aux filles, mais depuis 1980, l'école est mixte.
En 2014, dans le cadre artistique de la biennale d'art urbain Asphalte, des graffitis ont été réalisés par l'artiste danois Huskmitnavn à l'intersection du boulevard de Fontaine et de Janson. 
Lors de la biennale suivante, Asphalte 2 en 2016, entre l'école Cobaux et l'Athénée royal Vauban, le « parvis des enfants » est créé dans une tronçon de la rue du Laboratoire. Un espace de jeu et d'art entièrement piétonnier peint par l'artiste Madame la Belge, sous la coordination de Charleroi Bouwmeester,. 
En 2020, les travaux de rénovation énergétique des bâtiments scolaires ont été entrepris principalement pour mettre le bâtiment aux normes énergétiques mais également avec le souci d'améliorer le confort d'apprentissage en insonorisant les classes et en disposant un éclairage plus agréable. En même temps l'objectif était de conserver l'architecture sobre du bâtiment avec ses éléments distinctifs tels que les briques jaunes en façade et les boiseries à l'intérieur. Ces travaux ont permis la réouverture des classes à l'automne 2022.   

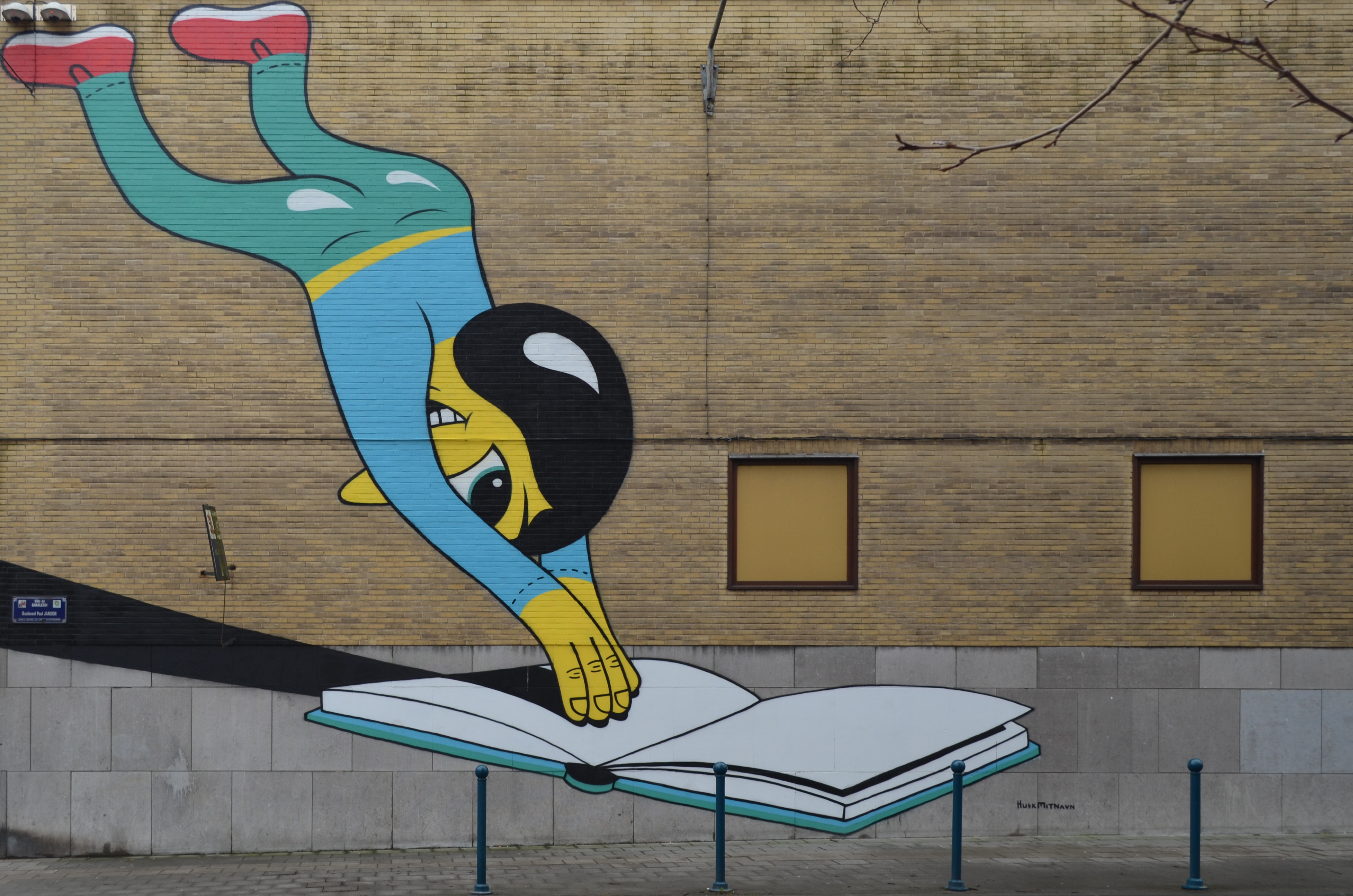
Un fresque de Huskmitnavn au boulevard Paul Janson.
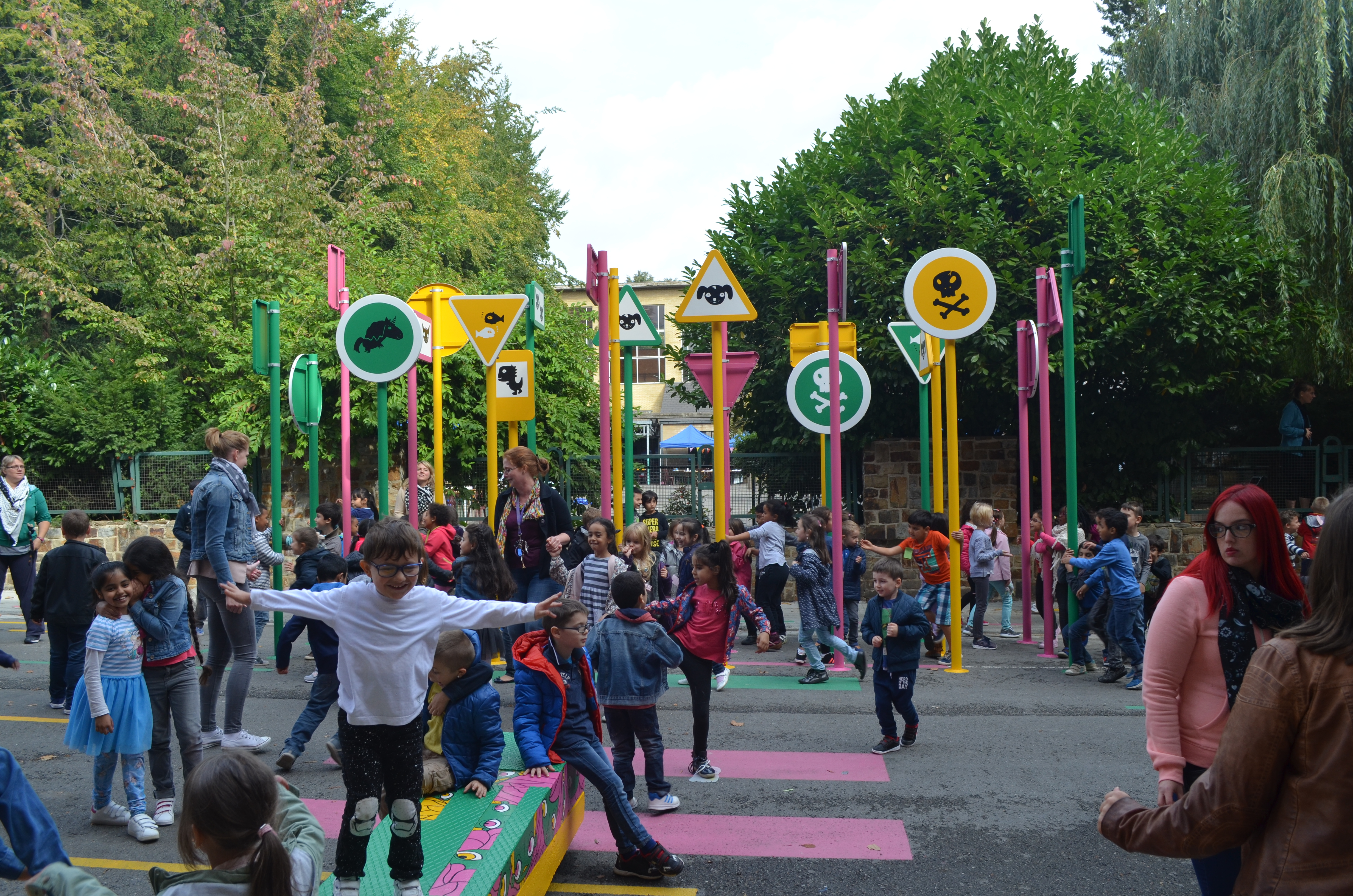
Le parvis de Enfants lors de l'inauguration.

## Architecture
Le complexe et ses extensions, conçus par l'architecte Guyaux à partir des années 1960, est structuré sur sa longueur, avec des ailes ajoutées pour répondre à l'augmentation des élèves. Les façades, construites dans des décennies différentes, ont un volume similaire sans négliger la définition et le soin apporté à ses façades en briques jaunes et au soubassement en pierre bleue. Pour réguler l'échelle urbaine du bâtiment le long de la rue de la Science, l'architecte a encastré les volumes des ailes par rapport à la rue, en mettant en valeur les entrées des pignons.  En outre, les deux ailes le long de la voirie et une aile intérieure permettent d'organiser séparément les deux cours extérieures.